# Ostankino
Ostankino er en tidligere sommerresidens for Sheremetevslægten, der oprindeligt lå nogle kilometer nord for Moskva, men som nu er en del af Moskvas Nodøstdistrikt.

## Eksterne links
- Photo (1024x768)
- Official site of the Ostankino Museum

55°49′29″N 37°34′52″Ø / 55.82472°N 37.58111°Ø